# Musée des Arts et Métiers
Musée des Arts et Métiers este un muzeu din Paris care adăpostește colecțiile Conservatoire national des arts et métiers, care a fost fondat în 1794 ca depozit pentru protecția echipamentelor și descoperirilor științifice.
De la înființare, muzeul a fost găzduit în Mănăstirea Saint-Martin-des-Champs⁠(d) de pe rue Réaumur din arondismentul 3 al Parisului. În prezent, muzeul, care a suferit renovări majore în 1990, are o anexă lângă mănăstire, cu obiecte de mari dimensiuni rămânând chiar în mănăstire.
Muzeul are în colecție în jur de 80.000 de obiecte și 15.000 de picturi, cu 40.000 la Paris. Printre colecții se numără o versiune originală a pendulului lui Foucault.
Acest muzeu apare în lucrări scrise, cum ar fi scena culminală a romanului omonim, Pendulul lui Foucault, de Umberto Eco.
Muzeul poate fi accesat prin stația Arts et Métiers⁠(d) a metroului din Paris.